# ستيلا مالوشي
ستيلا مالوشي ((بالتايلندية: สเตลล่า มาลูกี้)‏) هي ممثلة وعارضة إيطالية-كولومبية. كما أنها تتحدت اللغة التايلاندية بطلاقة، فقد عملت أساسا في تايلاند حيث شاركت في فيلمين؛ الأول دموع النمر الأسود أما الثاني فيحمل اسم Angulimala.
غي أول فيلم لها، والذي هو دموع النمر الأسود، كانت قد شاركت في فيديو موسيقى باللغة التايلاندية داخل الفيلم وذلك تحت إشراف مدير التصوير ويسيت ساسانايننغ، حيث اعتقدوا في البداية أنها سوف تكون مثالية من أجل دور رومباي (بالإسبانية: Rumpoey)‏ وذلك بعدما تم تحضيرها من ناحية المكياج، اللباس وغير ذلك لكنها تحولت في النهاية إلى شابة نبيلة وامرأة تايلاندية التي تمثل عقد 1950 في تايلاند. درست في المدرسة الدولية رامرودي (بالإسبانية: Ruamrudee)‏
سقطت ستيلا مريضة بعد أسبوع واحد من إنجابها لابنها وذلك بتاريخ 2 يناير 2010 وقد أدخلت المستشفى يوم 24 يناير من نفس السنة ثم تم نقلها مباشرة إلى العناية المركزة بعدما فقدت الوعي وسقطت في غيبوبة، وقد كشفت الاختبارات والفحوصات أنها كانت تعاني من مرض فرط جارات الدرقية، وهو مرض نادر يصيب الغدد الدرقية ويؤدي إلى خلل في الغدة الجارة الدرقية مما يؤدي إلى ارتفاع خطير في مستويات الكالسيوم (فرط كالسيوم الدم). ولكونها ضعيفة جدا فقد تم إجراء عملية لإزالة ذلك الورم، وبعد خمسة أيام أخبرها الأطباء أنها في حاجة ماسة لعملية غسيل الكلى وذلك عدة مرات في اليوم، في النهاية ظهرت علامات التحسن على ستيلا، لكنها عانت من مضاعفات عديدة ومتقدمة، حيث حصل لها تقييد في تدفق الدم خاصة في ساقها اليمنى مما تسبب لها بالعدوى فوق الركبة وقد اضطرها هذا إلى بتر ساقها.
استيقظت ستيلا من الغيبوبة بعد شهر واحد، وقد واصلت حياتها بشكل عادي جدا باستثناء قضية الساق المبتورة.

## وصلات خارجية
- ستيلا مالوشي على موقع IMDb (الإنجليزية)
- ستيلا مالوشي على موقع قاعدة بيانات الفيلم (الإنجليزية)